# Maria Grazia Gatti Randi
Angela Maria Grazia Gatti Randi (Venezia, 7 marzo 1924 – Milano, 21 settembre 2000) imprenditrice e dirigente d'azienda italiana, pioniera della promozione dell'imprenditoria femminile in Italia e nel Mondo.

## Biografia
Unica figlia di Ambrogio Gatti e Carmela Tonon, studia a Milano ragioneria all'istituto Carlo Cattaneo.
Durante la Seconda guerra mondiale, si unisce alla Compagnia di San Paolo, associazione cattolica di religiosi e laici votata all'educazione e assistenza sociale e al termine del conflitto si trasferisce a Palermo dove, per la medesima, si occupa di assistenza sociale divenendo Direttrice del centro culturale di Palermo.
Partecipa alla costituzione dell'Ente Siciliano Servizi Sociali (E.Si.S.) per istituire centri di servizio sociale nei quartieri distrutti dai bombardamenti e per contribuire alla formazione degli assistenti sociali.
Nel 1955, a causa della morte improvvisa del padre, torna a Milano per assumere la dirigenza dell'azienda di famiglia la "Ambrogio Gatti Spedizioni Autotrasporti" AGSA divenendo così una delle prime donne imprenditrici del settore spedizioni e trasporti in Italia.
Negli stessi anni termina gli studi e si laurea in Economia e Commercio presso l'Università di Palermo.

## Promozione dell'imprenditoria femminile
Nel 1968 entra nell'AIDDA (Associazione Imprenditrici e Donne Dirigenti d'Azienda) su invito della stilista Biki Crespi Leonardi, allora Presidente della delegazione Lombardia.
Dal 1978 al 1981 è presidente dell'AIDDA Lombarda. Nel 1981 diventa Presidente Nazionale AIDDA con il 94% dei voti: carica che ricoprirà sino al 1986. In suo memoria, nel 2004, l'AIDDA le intitolerà una Borsa di Studio.
In questo ruolo il 27 aprile 1982 e, nuovamente, il 7 Marzo 1984, è ricevuta al Quirinale con una rappresentanza del sodalizio dal presidente Pertini.

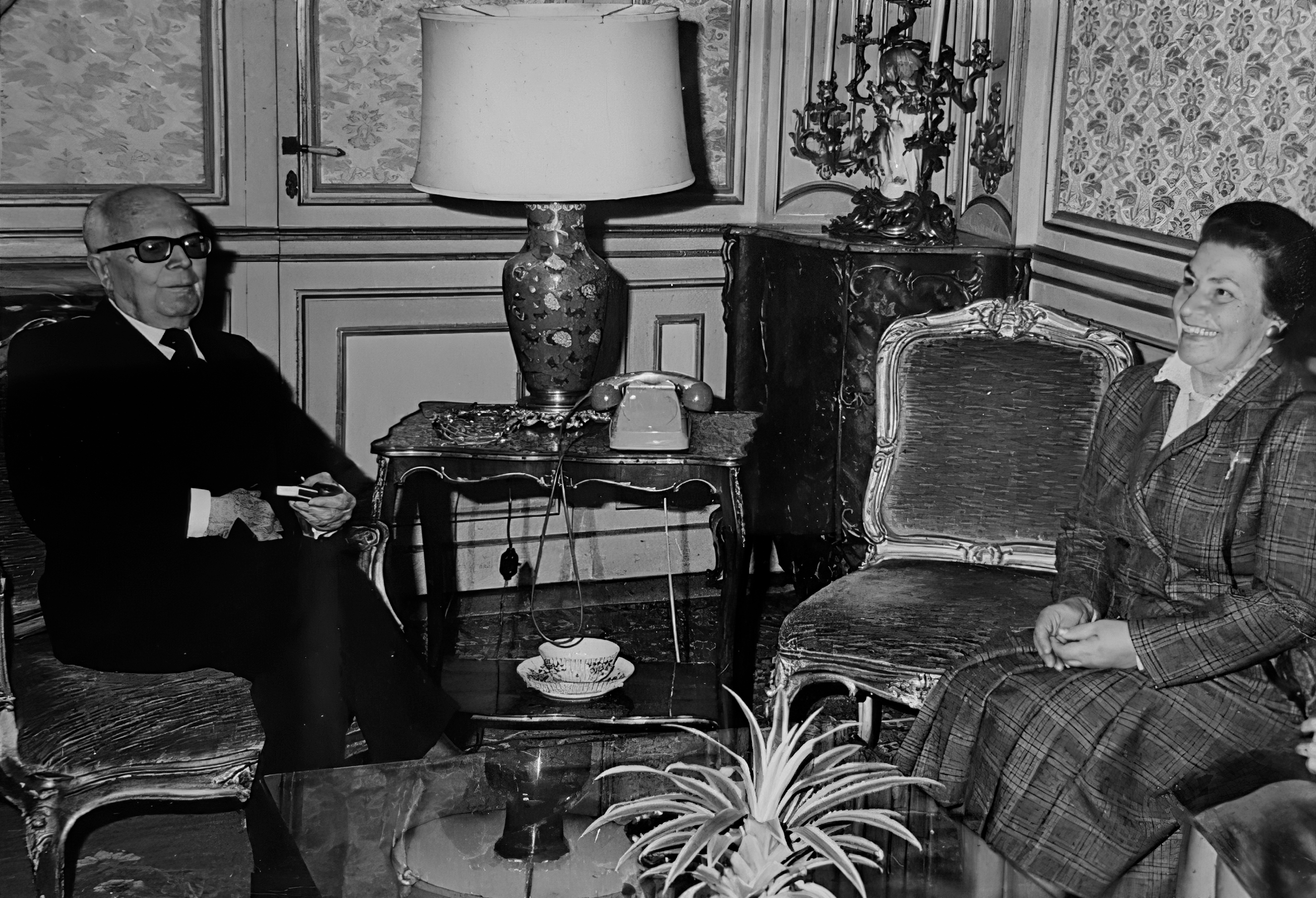
Maria Grazia Gatti Randi ricevuta al Quirinale dal presidente Sandro Pertini - 7 Marzo 1984

Nel 1985 è tra i fondatori e diviene presidente della sezione italiana della Women's World Banking (WWB), l'organizzazione per lo sviluppo dell'imprenditoria e del lavoro autonomo femminile attraverso la formazione professionale e il sostegno al credito.
Dal 1986 al 1994 ricopre la carica di presidente mondiale dell'associazione Donne Imprenditrici (FCEM) (Les Femmes Chefs d'Enterprises Mondiales).
L'anno seguente, partecipa come delegata italiana al 1995 Fourth World Conference on Women a Pechino, conferenza che segnò un punto di svolta significativo nell'agenda globale di gender equality conosciuta come 'Beijing Platform for Action'.

## Attività nel sociale e ruoli pubblici
La sua attività di supporto e promozione dell'imprenditoria femminile la porta a coprire diversi incarichi pubblici e ricevere numerosi riconoscimenti.
- È stata la prima donna la prima donna a fare parte del consiglio generale della Confetra.[10]
- Consiglio di Reggenza della Banca d'Italia – sede di Milano[11]
- Commissione amministrativa del Centro Nazionale di Prevenzione e Difesa Sociale di Milano[12]
- Dal 1985 al 1987 membro di Giunta di Confindustria[10]
- Consiglio direttivo della Società di Incoraggiamento d'Arti e Mestieri di Milano
- Commissione nazionale di Parità al Ministero del Lavoro e della Previdenza Sociale di Roma
- Commissione ILE (iniziative locali di impiego) della CEE
- Expert group dell'ONU in preparazione della Conferenza Mondiale di Pechino 1995
- Consiglio di amministrazione dell'IRCCS Policlinico di Milano
- Presidente-socio fondatore Soroptimist Milano[13][14].
- Presidente del Summit della Solidarieta'[15]
- Socia fondatrice e più avanti presidente della Fondazione Emofilia.

## Premi e Riconoscimenti
- Cittadina benemerita del Comune di Milano (Ambrogino d'Oro) (Milano, 1978)[16]
- Presidente onoraria di FCEM e AIDDA
- Premio Internazionale Women for Peace award in Madrid
- Premio Internazionale Paul Harris Fellowship del Rotary Club[11]
- Premio Rosa Camuna, Regione Lombardia. Riconoscimento dell'impegno a favore della formazione femminile nell'ambito imprenditoriale e del non profit[11]

## Vita Personale
Ha sposato l'avvocato Umberto Randi nel 1956. Hanno anno avuto quattro figli: Eugenio (1957-1990), ricercatore di filosofia medievale all'Università statale di Milano; Marco (1958-1958); Anna Maria (1959-) professore di medicina cardiovascolare all'Imperial College London e Paola Livia (1970-), regista.